# İsgəndər Aznaurov
İsgəndər Aznaurov (in azero İsgəndər Söhrab oğlu Aznaurov; Regione di Bukhara, 16 agosto 1956 – Distretto di Gədəbəy, 18 aprile 1993) è stato un militare azero, eroe nazionale dell’Azerbaigian di origini turche-mescheti e Combattente della guerra del Karabakh.
Era conosciuto nel suo Paese come Isgandar l’Artigliere.

## Biografia

### Giovinezza
Isgandar Aznaurov nacque da una famiglia di origini turche mescheti il 16 agosto 1956 in Uzbekistan, nel villaggio Gala-Asiya della regione di Bukhara . Si diplomò li nel 1973. Dopo aver compiuto il servizio militare nella città di Čerkessk in Ucraina, nel 1978 si iscrisse all'Istituto di Irrigazione di Tashkent e fini gli studi nel 1983. Trascorse un periodo lavorando nella regione di Akhangaran della provincia di Tashkent.
A seguito dei sanguinosi avvenimenti verificati nella valle di Fergana, nel 1989 fu costretto a fuggire come centinaia di altri turchi mescheti e nel 1990 si trasferì insieme alla sua famiglia nel distretto di Kur della regione di Shamkir dell'Azerbaigian. Lavorò qui nello stabilimento di produzione di dispositivi.

### Partecipazione alla guerra del Karabakh
Nel 1992, quando iniziarono le tensioni tra Armenia e Azerbaigian, Isgandar Aznaurov si unì volontariamente alle Forze Armate dell'Azerbaigian appena formate. Coprendo di fuoco le posizioni del nemico dal castello di Shinikh che attualmente porta il suo nome, distrusse 4 carri armati e danneggiò gravemente le posizioni dell'avversario annientando diversi depositi di munizione. Nei mesi estivi del 1993 distrusse le posizioni del nemico sparando dall'artiglieria pesante prima che esso potesse iniziare l'attacco.
Aznaurov fu nominato Vicecomandante della sezione artiglieria in una delle unità militari. Si è distinto per l'incomparabile coraggio  durante la difesa di Bashkant e le operazioni "Mutudara", "Ardaghi", "Kaftar gayasi" e Lazgi dashi".

### Morte
Perse eroicamente la vita il 18 aprile del 1993 durante la battaglia di "Orkudash". Fu sepolto nel Viale dei Martiri a Baku. Lasciò tre figlie.

## Monumenti commemorativi
"Il castello Isgandar" e "La postazione Isgandar" situati all'altezza di Mormor del villaggio di Shinikh della regione di Gadabay, sono stati dedicati alla sua memoria. Il cannone KS19 utilizzato da Aznaurov viene conservato sino ai giorni d'oggi come un esempio. Uno dei distretti  a Jeyranchol, nella regione di Shamkir, porta il suo nome. Davanti a una delle unità militari a Gadabay è stato innalzato un suo busto. La scuola N. 1 della regione di Shamkir porta il suo nome.  Davanti alla scuola è stato innalzato un suo busto. Nella scuola N2 della regione di Shamkir è stato creato un museo commemorativo dedicato a lui. Nel museo sono esposte foto che descrivono la sua vita ed il suo percorso di combattimento e sono raccolti i suoi oggetti personali.

## Filmografia
Un documentario dal titolo “Gli eroi del castello inconquistabile” girato nel 2013 è stato dedicato a lui e ad altri tre Eroi Nazionali provenienti da Gadabay – Mazahir Rustamov, Ilham Aliyev, Aytakin Mammadov.

## Premi e riconoscimenti
Con decreto presidenziale 262 del 15 gennaio 1995 al luogotenente Aznaurov Isgandar, figlio di Sohrab, è stato assegnato il titolo onorifico di ”Eroe Nazionale dell'Azerbaigian” dopo la sua morte.
- 1995 — Eroe Nazionale dell'Azerbaigian
- 1998 — medaglia "Stella d’Oro"